# ВПК-3927 Волк
ВПК-3927 Волк (рус. Бронеавтомобили семейства ВПК-3927 Волк ) је вишенаменско, високомобилно, тактичко оклопно возило које производи одељење под називом (рус. Вое́нно-промы́шленный ко́мплекс). ВПК је војни део ГАЗ групе. Возило је први пут приказано у Русији 2010те године на интернационалном форуму инжењерских технологија (енг. IDELF). Дизајнирано је за превоз људства и опреме за патролирање, извиђање, борбу и противтерористичке операције.  Назив (Волк) на руском језику значи вук.

## Основне информације
Волк је оклопно возило конвенционалног дизајна, с мотором смештеним напред, кабином смештеном у средини и пртљажним делом смештеним позади. Напред је смештен простор за возача и сувозача док је иза њих предвиђено седишно место за осам војника где су смештени блокови за извиђање и отвор на крову. Брз улаз и излаз су омогућени вратима на задњем крају возила. Возило је опремљено информационим системом БИУС борбени информациони систем (рус .Боевая информационно-управляющая система за електронско ратовање) за праћење функционалности основне опреме и система. ВПК-3927 има укупну дужину 5,4 метара, ширину 2,5 метара и висину od 2,1 метра. Запремина возачке кабине je 2,4 м³ док је део где је смештена посада 3,7 м³. Максимална тежина износи 7,5 тона. Возило може превозити опрему или људство у тежини до 1500 килограма.

### Ватрена моћ
Волк није опремљен оружаним системима, али на њега може бити уграђено лакше или теже наоружање. Модуларни дизајн омогућава инсталацију лансера за противтенковски вођени пројектил, минобацачи, систем против ваздушне обране кратког домета или други ватрени сисем за подршку.

### Оклопна заштита
Возило Волк има највећи степен балистичке и минске заштите у својој класи. Оклоп штити посаду од паљбе из лаког пешадијског наоружања, граната, мина итд. Возило нуди трећи степен СТАНАГ 4569 балистичке заштите с могућношћу повећања степена заштите. Возило може преживети експлозију до 6 kg експлозива испод било ког точка. Додатна оклопна заштита може се осигурати причвршћивањем додатних плоча и противминске заштите. Постављање и скидање додатног оклопа се може извести у теренским условима без употребе посебног алата.

### Покретљивост
Оклопно возило Волк покреће дизелски агрегат 4.4 литара ЈаМЗ-5347 снаге 300 КС. Максимална брзина на асвалту износи 130 км/х уз аутономију од 1000 км. Возило је опремљено независним хидропнеуматским вешањем које омогућава возачу промену удаљености од тла у распону од 250 мм до 500 мм. Гуме имају систем за контролу притиска и температуре. Минимални обим за полукружно окретње је 7 метара. Волк може приећи преко препреке висине 0,5 метара и рова ширине пола метра. Може савладати водену препреку дубине до 1,5 метара.

## Верзије
Чланови посаде возила Волк укључује наоружана, ненаоружана и цивилна лица. Прва група оклопних возила је тренутно у фази тестирања, док је друга група у развоју. Волк ће бити доступан у четири верзије. ВПК-3927 је основна верзија опремљена с оклопљеном кабином и одвојеним делом за војнике.
- ВПК-39271 је сличан основном, само с једним делом за посаду, спојену заједно с возачком кабином.
- ВПК-39272М је модуларно возило дизајнирано за уградњу медицинских, заповедних и контролних, комуникационих и логистичких модула.
- ВПК-39273 је возило у конфигурацији 6х6 с оклопном кабином и одвојеним делом за војнике.

У јуну 2011., ВПК је приказао ВПК-39272М Волк-М модуларни оклопни аутомобил, побoљшан већом заштитом од мина..

## Галерија
- VPK-3927 задњи крај
- VPK-3927 место за војнике
- VPK-3927 возачево место
- VPK-39273 отворен товарни простор
- VPK-39273 затворен товарни простор
- VPK-39273 део за пешадију

### Везе
- АТФФ ДИНГО
- ВПМ-97